# Catedral de Königsberg
La Catedral de Königsberg (en rus: Кафедральный собор г. Калининграда; en alemany: Königsberger Dom) és un monument d'estil gòtic bàltic situat a Kaliningrad, a l'illa Kneiphof sobre el riu Prególia. És l'edifici conservat més important de l'antiga ciutat prussiana de Königsberg, la qual va ser destruïda en gran part durant la Segona Guerra Mundial.
Dedicada a la Verge Maria i a sant Adalbert de Praga, va ser construïda com a seu dels prínceps-bisbes de Sàmbia al segle xiv. Amb l'establiment del Ducat de Prússia, es va convertir el 1544 en l'església luterana de la Universitat Albertina. La catedral es va cremar durant el bombardeig de Königsberg a finals d'agost de 1944, i la reconstrucció va començar el 1992 un cop finalitzada la Perestroika.

## Història
Una primera catedral catòlica més petita va ser erigida a la ciutat vella entre 1297 i 1302. Després que el bisbe de Sàmbia, Johann Clare, adquirís la part oriental de l'illa de Kneiphof a l'Orde Teutònic el 1322, ell i el capítol de la seva catedral van fer construir una nova seu al mateix lloc i van assegurar la seva autonomia mitjançant un tractat de 1333 amb el Gran Mestre Luther von Braunschweig.

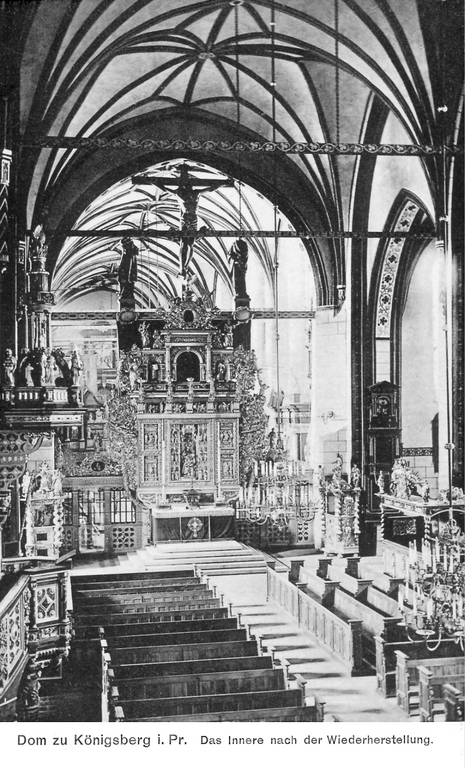
Vista de l'interior de la catedral cap al 1908

Es considera que la construcció va començar al voltant de 1330. L'edifici original de la ciutat vella va ser enderrocat i els seus materials es van utilitzar per a construir la nova catedral a Kneiphof. El terreny sobre el qual es va construir la catedral era pantanós, per la qual cosa es van enterrar centenars de taulons de roure abans que pogués començar-ne la construcció. Després d'un període relativament curt de gairebé cinquanta anys, la catedral va ser acabada en gran part el 1380, mentre que les obres dels frescos interiors van durar fins a finals del segle xiv.
El cor contenia murals dels segles segle xiv i segle xv, talles de fusta del gòtic tardà i monuments medievals d'estil renaixentista, el principal dels quals era una estàtua d'Albert I Prússia, tallada per Cornelis Floris de Vriendt el 1570.
La catedral originalment tenia dues cuculles. Les agulles (una al nord i l'altra al sud) donaven a l'entrada (costat oest) de la catedral. El 1544 les dues agulles van ser destruïdes pel foc. L'agulla sud va ser reconstruïda, però l'agulla nord va ser reemplaçada per una simple teulada a dues aigües. El 1640 es va construir un rellotge sota l'agulla reconstruïda, i a partir del 1650 la famosa Biblioteca Wallenrodt, donada per Martin von Wallenrodt, estava situada sota la teulada a dues aigües.
El 1695 es va instal·lar un orgue a la catedral. Al segle xix, l'orgue va ser restaurat i després renovat. El 27 de setembre de 1523, Johann Briesmann va donar el primer sermó luterà a la catedral. Des de llavors, fins al 1945, la catedral va ser protestant. Albert I Prússia, i alguns dels seus parents, així com altres dignataris, van ser enterrats a la catedral.

### Segona Guerra Mundial
Königsberg va ser la capital de Prússia Oriental des de la baixa edat mitjana fins a 1945, i la ciutat alemanya més gran de l'est fins que va ser conquerida per la Unió Soviètica a prop del final de la Segona Guerra Mundial.
A finals d'agost del 1944, els bombarders britànics van dur a terme dues incursions nocturnes a Königsberg. La primera incursió, els dies 26 i 27 d'agost, no va assolir la major part de la ciutat, però la segona, el 29 i 30 d'agost, va destruir la major part del nucli antic de Königsberg (inclòs Kneiphof), i la catedral es va veure afectada. La part de la catedral directament sota la cuculla (l'actual capella luterana) és on una vintena de ciutadans de Königsberg van sobreviure durant el segon atac aeri. El 1992, quan la reconstrucció va començar, centenars d'esquelets, la majoria d'infants, van ser descoberts sota tones de runa en aquest indret.

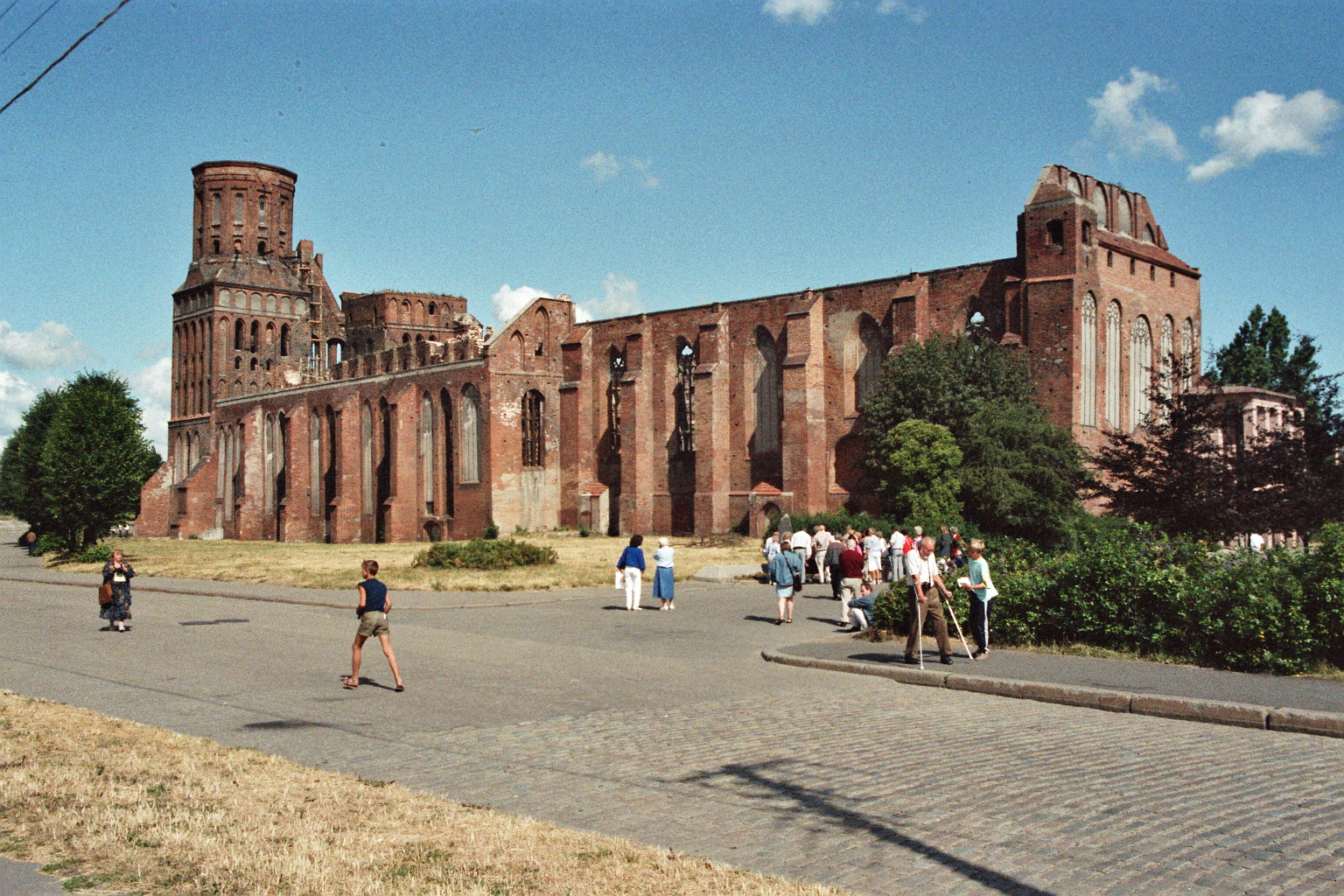
Aspecte de la catedral el 1982 abans de la restauració

Després de la guerra, la catedral va romandre amb la seva estructura cremada i Kneiphof es va convertir en un parc sense cap altre edifici. Abans de la guerra, Kneiphof albergava nombrosos edificis, un dels quals era la primera seu de la Universitat Albertina, on va ensenyar Immanuel Kant, que estava situada al costat est de la catedral. Entre les noves construccions properes hi ha la Casa dels Soviets.
El 1994 es va instal·lar una nova agulla amb un helicòpter. El 1995 es va posar en marxa un nou rellotge. El rellotge té quatre campanes de 1.180kg, 700 kg, 500 kg i 200 kg, totes foses el 1995. Cada hora el rellotge fa sonar les primeres notes de la Simfonia núm. 5 de Beethoven. Entre el 1996 i el 1998 es va treballar en la construcció de la coberta i en la col·locació de vidrieres.
Un problema durant la reconstrucció va ser la subsidència experimentada per la catedral. Avui dia, la catedral té dues capelles, una de luterana i l'altra ortodoxa russa, així com un museu. La catedral també es fa servir també per a concerts.

## Tomba de Kant

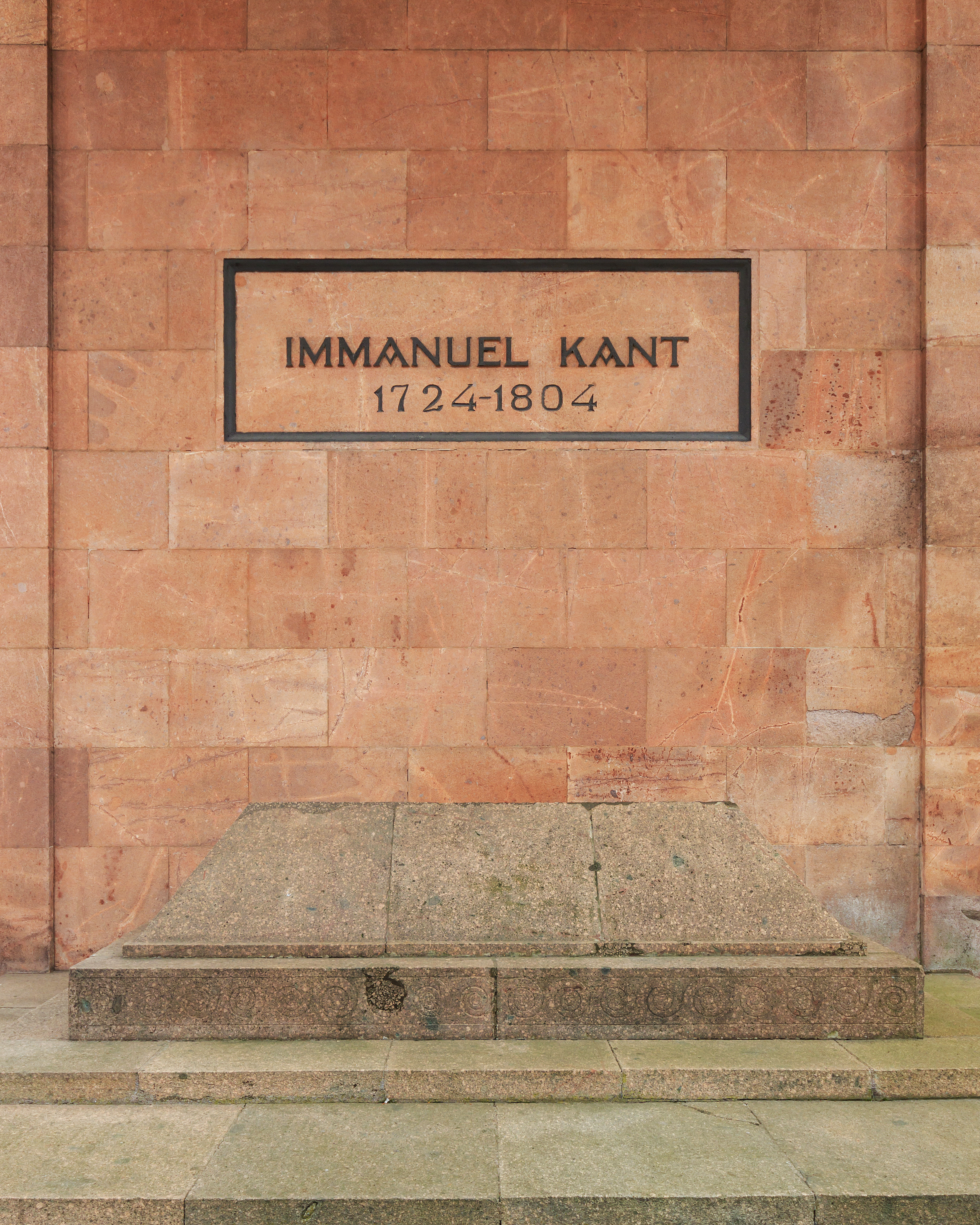
Tomba de Kant

La tomba del filòsof Immanuel Kant, el «Savi de Königsberg», es troba avui en un mausoleu contigu a la cantonada nord-est de la catedral. El mausoleu va ser construït per l'arquitecte Friedrich Lahrs i va ser acabat el 1924 a temps del bicentenari del naixement de pensador prussià. En un principi Kant va ser enterrat a l'interior de la catedral, però el 1880 les seves restes van ser traslladades a l'exterior i col·locades en una capella neogòtica contigua a la cantonada nord-est de la catedral. Amb el pas dels anys, la capella es va deteriorar abans de ser demolida per a donar pas al mausoleu, que va ser construït al mateix lloc.